# خيال قوطي

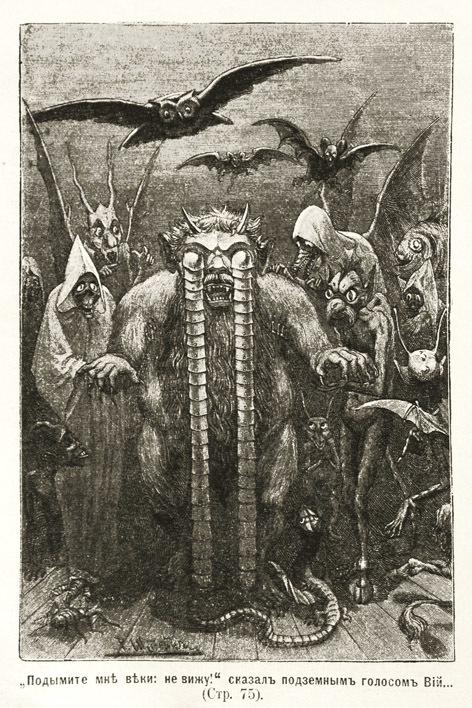

الخيال القوطي المعروف إلى حد كبير بالنمط الفرعي من الرعب القوطي، هو نوع أو نمط من الأدب والسينما يجمع بين الخيال والرعب والموت والرومانسية في بعض الأحيان. يُنسب أصلها إلى المؤلف الإنجليزي هوراس والبول، مع روايته قلعة أوترانتو التي صدرت عام 1764 بعنوان «قصة قوطية» (في طبعتها الثانية). يميل الخيال القوطي إلى التركيز على كل من العاطفة ونوع ممتع من الرعب، وهو بمثابة امتداد للحركة الأدبية الرومانسية التي كانت جديدة نسبيًا في الوقت الذي نُشرت فيه رواية والبول. كانت أكثر هذه «الملذات» شيوعًا بين القرّاء القوطيين هي السامية- شعور لا يوصف «يأخذنا إلى ما وراء ذواتنا».
نشأ النوع الأدبي في إنجلترا في النصف الثاني من القرن الثامن عشر، إذ طُوّر بعد والبول من قبل كلارا ريف وآن رادكليف وويليام توماس بيكفورد وماثيو لويس. حقق هذا النوع نجاحًا كبيرًا في القرن التاسع عشر، وبشكل خاص في العمل النثري فرانكشتاين لماري شيلي وأعمال إدغار آلان بو وكذلك الرواية القصيرة ترنيمة عيد الميلاد لتشارلز ديكنز والأعمال الشعرية لصامويل تايلر كولريدج واللورد بايرون. إحدى الروايات الأخرى المشهورة من هذا النمط والتي تعود إلى أواخر العصر الفيكتوري هي دراكولا لبرام ستوكر.
تشير التسمية القوطية، التي تعود في الأصل إلى القوط ثم أصبحت فيما بعد تشير إلى «الألمانية»، إلى العصور الوسطى من التاريخ الأوروبي، وهي الفترة التي تقع فيها أحداث معظم هذه الروايات.
كان هذا الشكل المتطرف من الرومانسية شائعًا للغاية في جميع أنحاء أوروبا، وخاصة بين الكتاب والفنانين الذين يتحدثون الإنجليزية والألمانية. وقد أدى الأدب القوطي الإنجليزي إلى ظهور أنواع جديدة من الروايات مثل الشاوررومان الألمانية والرومان نوار الفرنسية.

## بدايات الرومانسيات القوطية

### هوراس والبول
تعد رواية المؤلف الإنجليزي هوراس والبول، قلعة أوترانتو، التي نُشرت لأول مرة عام 1764، أول رواية في الأدب القوطي. كان هدف والبول المعلن هو جمع العناصر من أدب العصور الوسطى الرومانسي، والذي اعتبره أنه خيالي بشكل مبالغ به، مع الأدب المعاصر الذي كان مُقتصرًا في معظمه على الواقعية الصارمة. خلقت الحبكة الأساسية العديد من السمات العامة القوطية الأساسية الأخرى، بما في ذلك الألغاز المهددة ولعنات الأسلاف، بالإضافة إلى الزخارف التي لا حصر لها مثل الممرات المخفية والبطلات اللواتي غالبًا ما يُغمى عليهنّ.
نشر والبول الطبعة الأولى على أنها قصة حب في إيطاليا في العصور الوسطى، أعيد اكتشافها ونشرها فيما بعد من قبل مترجم وهمي. عندما اعترف والبول بتأليفه للطبعة الثانية، تحول الاستقبال من قبل المراجعين الأدبيين الذي كان إيجابيًا في الأصل إلى رفض. عكس رفض المراجعين تحيزًا ثقافيًا أكبر: فعادة ما كانت الرومانسية تُحتقر من قبل المتعلمين باعتبارها نوعًا من الكتابة المبتذلة والضعيفة. اكتسب هذا النوع بعض الاحترام فقط من خلال أعمال صمويل ريتشاردسون وهنري فيلدنغ. شكلت الرومانسية مع العناصر الخرافية، والتي كانت علاوةً على ذلك خالية من أية نية تعليمية، انتكاسة غير مقبولة. كان تزوير والبول، إلى جانب مزيج التاريخ والخيال، مخالفًا لمبادئ التنوير وأدى إلى ربط الرواية القوطية بالوثائق المزيفة.

### آن رادكليف
طوّرت آن رادكليف تقنية شرح الظواهر الخارقة للطبيعة، بحيث أن كل حدث خرافي يكون له مسبب طبيعي في نهاية المطاف. أُطلق على رادكليف لقب «الساحرة الكبرى» و «الأم رادكليف» نظرًا لتأثيرها على كل من الأدب القوطي والأنثى القوطية. يشكل استخدام رادكليف للعناصر المرئية وتأثيراتها إستراتيجية مبتكرة لقراءة العالم من خلال خلق «أنماط بصرية لغوية» وتطوير «نظرة أخلاقية»، مما يسمح للقراء بتصور الأحداث من خلال الكلمات وفهم المواقف والشعور بالرعب الذي تعيشه الشخصيات بحد ذاتها.
اجتذب نجاحها العديد من المقلدين. من بين العناصر الأخرى، قدمت آن رادكليف الشخصية الكئيبة للشرير القوطي، وهو وسيلة أدبية سيُعرف فيما بعد على أنه البطل البايروني. كانت روايات رادكليف، وخاصة روايات أودولفو (1794)، من أكثر الكتب مبيعًا. مع ذلك، وإلى جانب العديد من الروايات في ذلك الوقت، فقد قوبلت بالازدراء من قبل العديد من الأكاديميين الذين اعتبروها على أنها مجرد هراء جذاب.
ألهمت رادكليف أيضًا فكرة «النسوية القوطية» الناشئة التي عبرت عنها من خلال فكرة القوة الأنثوية التي تنشأ من خلال التظاهر بالضعف. بدأ نشوء هذه الفكرة حركة الأنثى القوطية لتتحدى مفهوم الجندر بحد ذاته.
قدمت رادكليف أيضًا جمالية لهذا النوع في مقال مؤثر بعنوان «حول الخرافات في الشعر»، الذي يدرس التمييز والعلاقة بين الرعب والإرهاب في الأدب القوطي، مُستخدمةً أوجه عدم اليقين للرعب في أعمالها لإنتاج نماذج خارقة للطبيعة.
كان الجمع بين تجارب الرعب والتساؤل مع الوصف المرئي أسلوبًا أسعد القراء وميز رادكليف عن غيرها من الكتاب القوطيين.

### الترجمة كأداة صياغة
يستخدم مؤلفان قوطيان على الأقل المفهوم الأدبي للترجمة كأداة صياغة لرواياتهم. تتميز رواية آن رادكليف القوطية «الإيطالي» بصياغة ثقيلة، إذ يدّعي الراوي أن الرواية التي هو على وشك قصّها قد سُجلت وتُرجمت عن مخطوطة عُهد بها إلى رجل إيطالي كان قد سمع القصة دون قصد خلال اعتراف في الكنيسة. استخدمت رادكليف هذه الصياغة الترجمانية لتفسير كيفية قيامها بنقل قصتها الغريبة إلى القارئ. وفي المقدمة الخيالية لروايته القوطية قلعة أوترانتو، يدعي هوراس والبول أن قصته أنتجت في إيطاليا وسُجلت بالألمانية ثم اكتشفت وتُرجمت للإنجليزية. تُضفي قصة والبول ذات الترجمة العابرة للحدود على روايته جوًا من الغرابة المثيرة التي تُعد من أهم ميزات الأدب القوطي.